# Palazzina Cinese
La Palazzina Cinese, también llamada Casina Cinese, es una antigua residencia real de los Borbones de las Dos Sicilias situada en Palermo, Italia junto al Parco della Favorita, en los límites de la reserva natural del Monte Pellegrino.

## Historia
Fue construida por Giuseppe Venanzio Marvuglia a partir de 1799 por encargo de Fernando I de las Dos Sicilias, que había comprado una casa de estilo chino al barón Benedetto Lombardo, junto con sus terrenos limítrofes. Marvuglia, que era también el arquitecto del edificio precedente, realizó la obra manteniendo el estilo oriental: el cuerpo central está coronado con un techo con forma de pagoda sostenido por un tambor octogonal. En la planta baja hay pórticos con arcos ojivales y a ambos lados hay torretas con escaleras helicoidales, realizadas por Giuseppe Patricolo pero proyectadas probablemente por el hijo de Marvuglia, Alessandro Emmanuele. La construcción presenta curiosos elementos como los timbres de la reja de entrada o las vigas de madera tallada de las terrazas.
Los apartamentos están distribuidos en tres plantas. En el sótano se encuentra la sala de baile y la salita de las audiencias, decoradas ambas por Giuseppe Velasquez. Se sube a la primera planta a través de una escalera externa, y allí se encuentran el salón de las recepciones, de estilo chino, con paneles de paño pintados también por Riolo; el comedor con la ingeniosa «tabla matemática» de Marvuglia; y el dormitorio del rey, con la bóveda pintada en estilo chino por Codardi y Velasquez.
En la segunda planta se encontraba el apartamento de la reina María Carolina con dos salitas de recepción y el dormitorio con el vestidor. En la última planta se encuentra una gran terraza de forma octogonal cubierta como una pagoda y con el techo decorado por Silvestri. En 1800 se realizó el jardín en la parte trasera y Giuseppe Patricolo supervisó el «templete chino». G. Durante se encargó de la «flora a la italiana», de los estanques de mármol blanco y de las cuevas naturales de estilo chino que se encuentran en el jardín. Entre 1800 y 1806 se realizaron los dos pabellones de los cazadores reales.
Tras la unificación italiana (1861), la Palazzina y el parque pasaron a la Casa de Saboya y posteriormente al Estado; una vez convertidos en propiedad municipal, el parque y la Palazzina se destinaron a un uso turístico, mientras que en sus dependencias se instaló el Museo Etnográfico Siciliano Giuseppe Pitré. Más tarde los establos alojaron el Museo Agrícola.